# Marne-la-Vallée

Marne-la-Vallée é uma vila nova francesa. É localizada na Região de Paris, na Ilha de França. Inaugurada em 1965, possui uma área de 15 000 hectares e uma população de 282 150 habitantes.
É formada por quatro setores:
1. Porte de Paris (uma comuna em Seine-Saint-Denis: Noisy-le-Grand, e duas comunas em Vale do Marne: Bry-sur-Marne e Villiers-sur-Marne)
2. Val Maubuée (seis comunas em Sena e Marne: Champs-sur-Marne, Croissy-Beaubourg, Émerainville, Lognes, Noisiel e Torcy)
3. Val de Bussy (doze comunas em Sena e Marne: Bussy-Saint-Georges, Bussy-Saint-Martin, Chanteloup-en-Brie, Collégien, Conches-sur-Gondoire, Ferrières-en-Brie, Gouvernes, Guermantes, Jossigny, Lagny-sur-Marne, Montévrain e Saint-Thibault-des-Vignes)
4. Val d'Europe (cinco comunas em Sena e Marne: Bailly-Romainvilliers, Chessy, Coupvray, Magny-le-Hongre e Serris)

## Educação
- École Nationale des Ponts et Chaussées